# Chrośnica (wieś w województwie wielkopolskim)
Chrośnica (niem. Kroschnitz, Chrosnitz) – wieś w Polsce położona w województwie wielkopolskim, w powiecie nowotomyskim, w gminie Zbąszyń.

## Położenie
Wieś otoczona jest lasami. Na północ od Chrośnicy przebiega droga wojewódzka nr 302. Miejscowość dała nazwę przystankowi kolejowemu Chrośnica.

## Historia
Miejscowość była znana od 1489 roku. Należała do dóbr zbąszyńskich. Wieś była znana w wyrobu płótna. Pod koniec XIX wieku wieś należała do powiatu międzyrzeckiego. Polską nazwą były Chrośnice, a niemieckimi: Chrosnitz i Kroschnitz. Chrośnice liczyły wtedy 45 domostw i 309 mieszkańców, z czego 266 było katolikami, a 43 wyznania ewangelickiego.
Podczas powstania wielkopolskiego została opanowana przez powstańców 3 stycznia 1919 i stała się bazą wypadową w trakcie walk o Zbąszyń.
W latach 1954–1961 wieś należała i była siedzibą władz gromady Chrośnica, po jej zniesieniu w gromadzie Zbąszyń. W latach 1975–1998 miejscowość administracyjnie należała do województwa zielonogórskiego.

## Zabudowania
We wsi zachowały się zabudowania dawnego folwarku (m.in. obora i gorzelnia z lat ok. 1880–1890) oraz stare drewniane i szachulcowe domy z końca XIX wieku. W latach 1981–1983 na skraju wsi wybudowano nowoczesny kościół pw. Nawiedzenia N.M.P, filialny w parafii łomnickiej według projektu Aleksandra Holasa. Postawiona obok dzwonnica jest pomnikiem 19 ofiar II wojny światowej.

## Szkoły
We wsi znajduje się szkoła podstawowa. Było także gimnazjum, w którym uczyli się także uczniowie z takich miejscowości jak Perzyny, Zakrzewko, Przyprostynia, Stefanowo i Łomnica.